# 圣瓦伦蒂诺-因阿布鲁佐奇泰廖雷
圣瓦伦蒂诺-因阿布鲁佐奇泰廖雷（義大利語：San Valentino in Abruzzo Citeriore），是意大利佩斯卡拉省的一个市镇。总面积16平方公里，人口1962人，人口密度122.6人/平方公里（2009年）。ISTAT代码为068038。